# Cornus rugosa
Cornus rugosa är en kornellväxtart som beskrevs av Jean-Baptiste de Lamarck. Cornus rugosa ingår i släktet korneller, och familjen kornellväxter. Inga underarter finns listade i Catalogue of Life.

## Bildgalleri

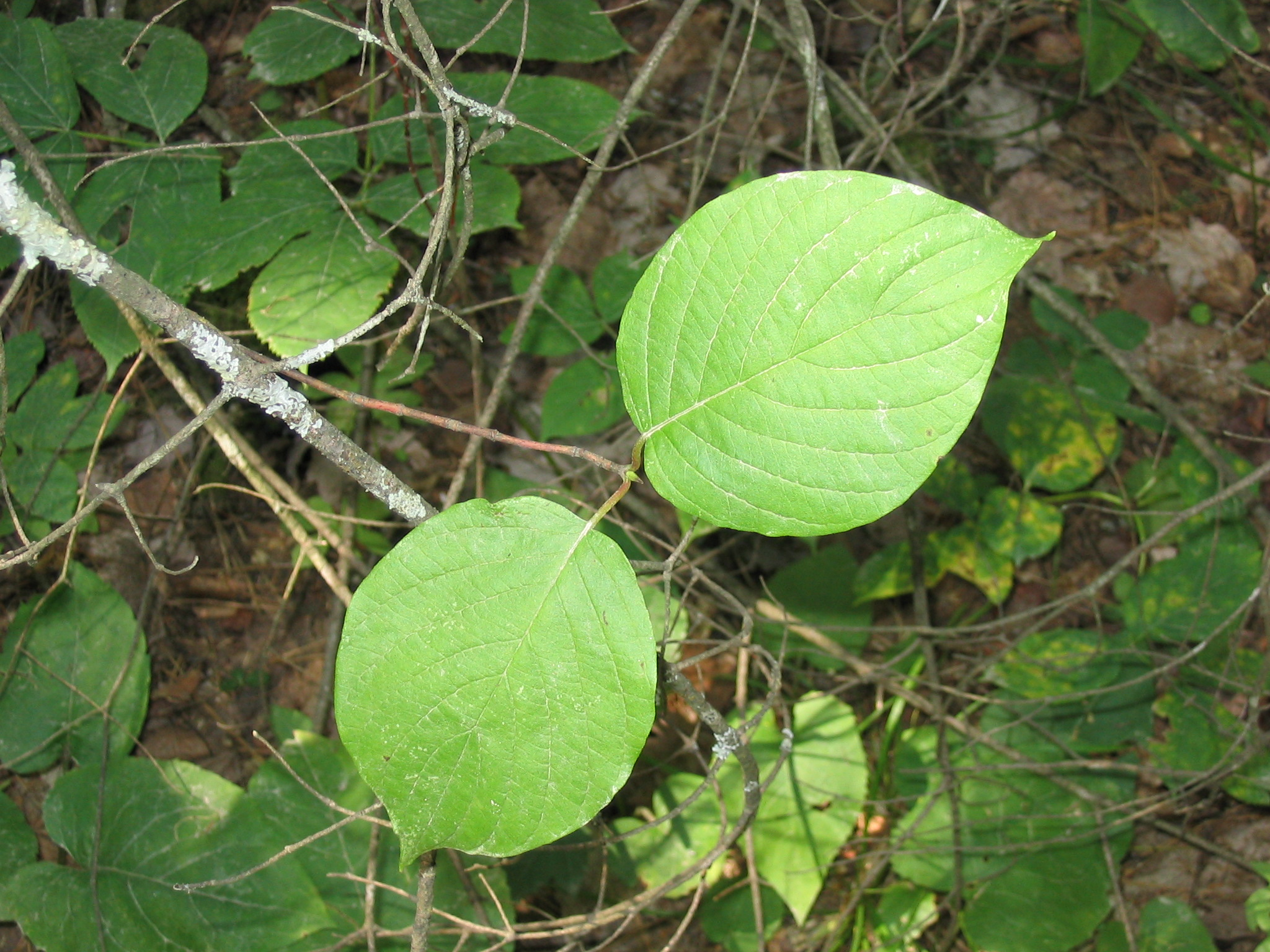
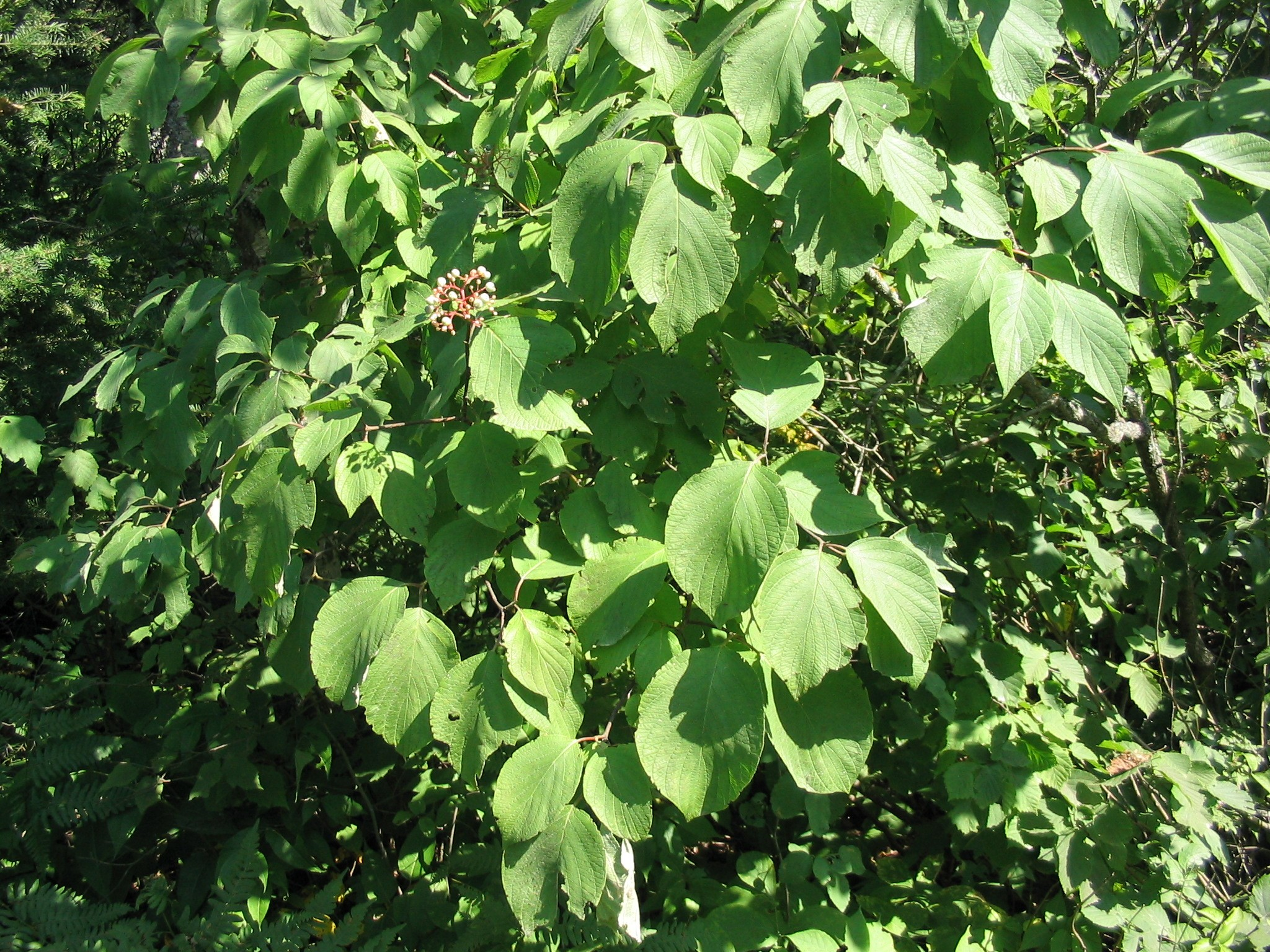
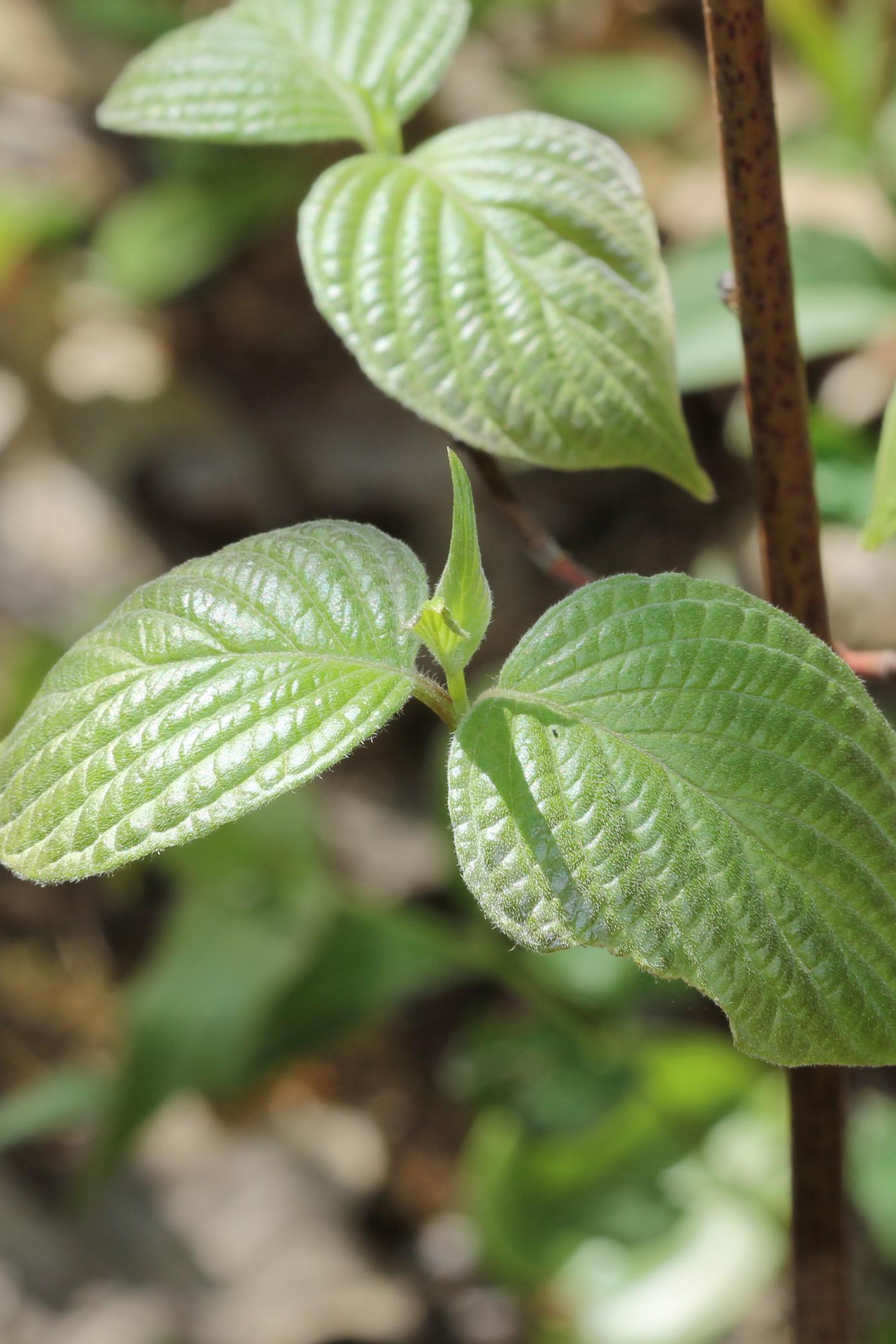
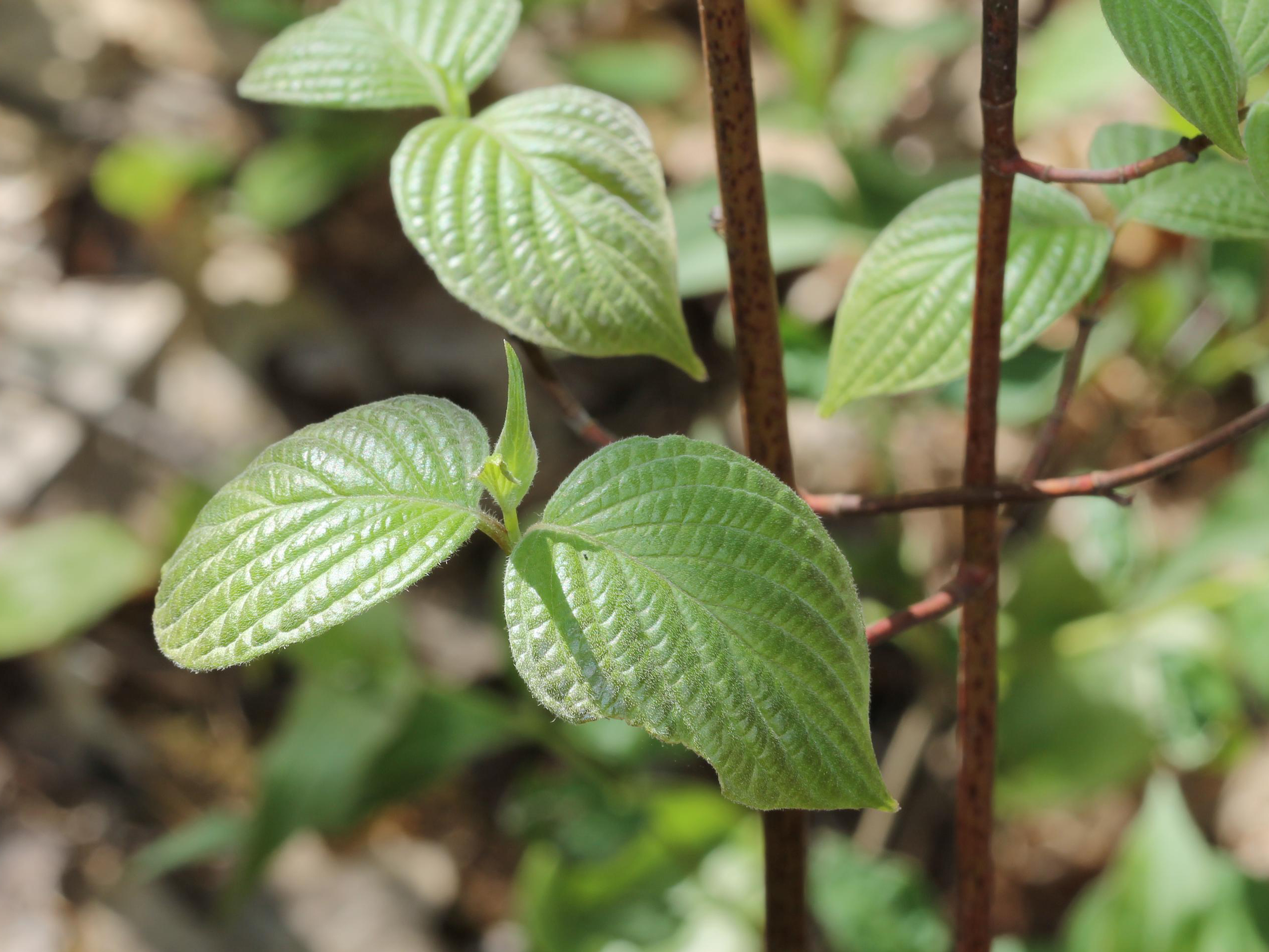
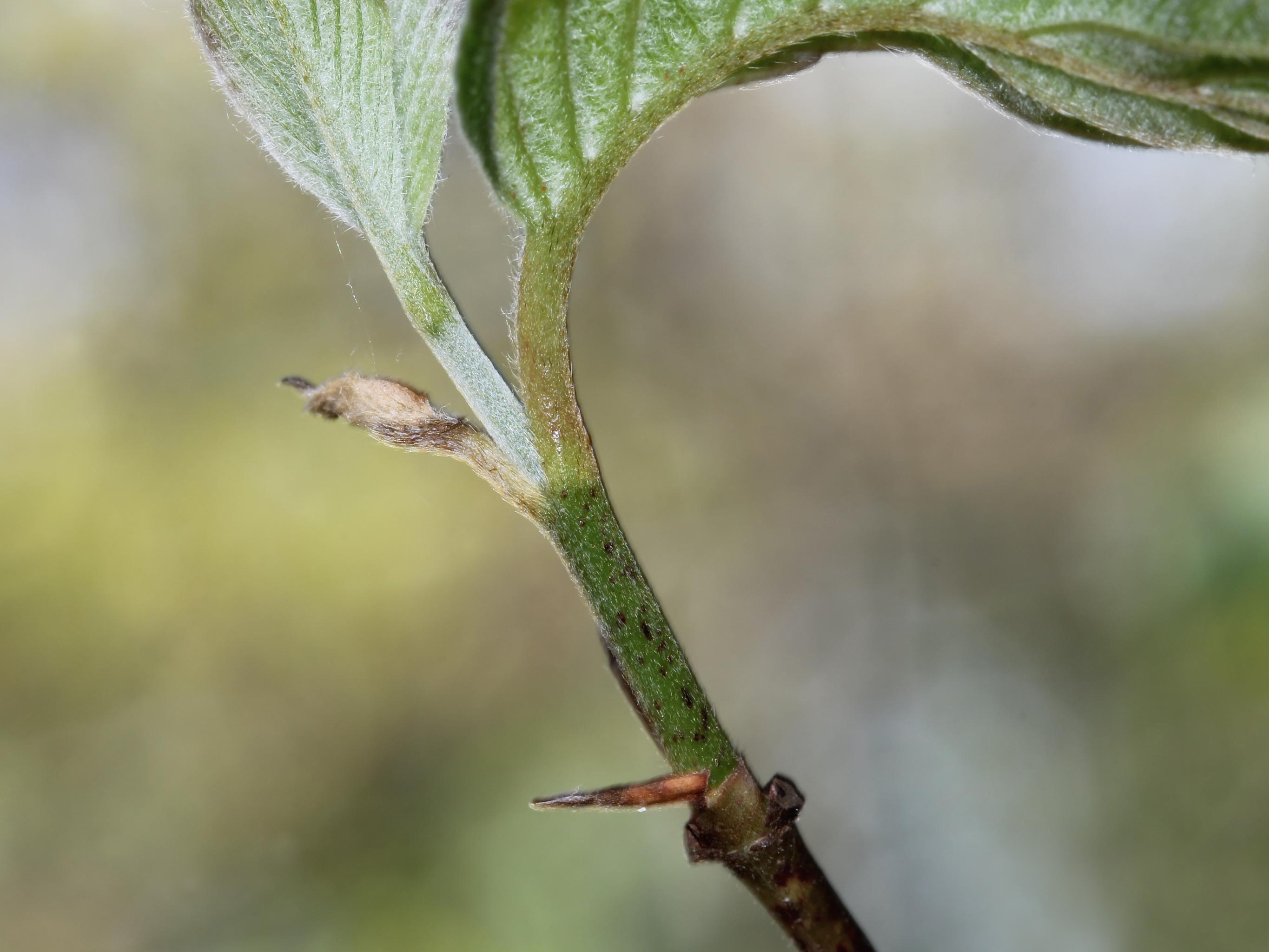
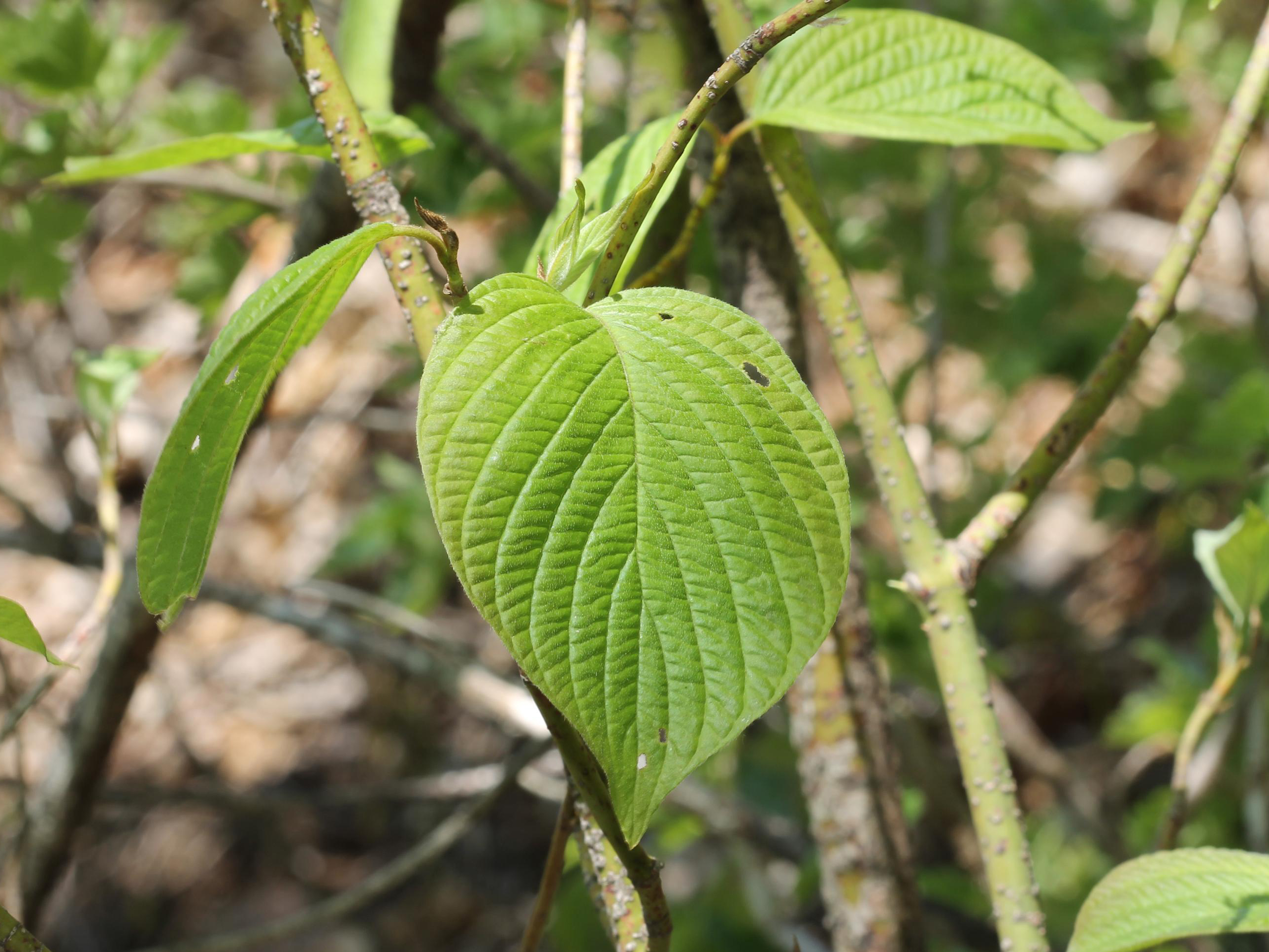